# Оптуха
О́птуха — река в Орловской области России, правый приток Оки. Длина реки 66 км, площадь водосборного бассейна — 752 км².
В низовьях пересекает трассу М2.

## Данные водного реестра
По данным государственного водного реестра России относится к Окскому бассейновому округу, водохозяйственный участок реки — Ока от города Орёл до города Белёв, речной подбассейн реки — бассейны притоков Оки до впадения Мокши. Речной бассейн реки — Ока.
Код объекта в государственном водном реестре — 09010100212110000018025.

### Притоки (км от устья)
- 3 км: река Легоща (пр)
- 10 км: ручей Журавинка (лв)
- 26 км: река Оптушка (пр)
- 31 км: река Куликовский (лв)